# Cayetano García
Cayetano García de la Borbolla Yaque (Sevilla, 31 de julio de 2001) es un deportista español que compite en piragüismo en la modalidad de aguas tranquilas.
Ganó dos medallas en el Campeonato Mundial de Piragüismo, en los años 2022 y 2023, ambas en la prueba de C2 500 m. En los Juegos Europeos de Cracovia 2023 consiguió una medalla de plata en la misma prueba.
Participó en los Juegos Olímpicos de Tokio 2020, ocupando el octavo lugar en la prueba de C2 1000 m (junto con Pablo Martínez Estévez).

## Palmarés internacional
| Campeonato Mundial | Campeonato Mundial   | Campeonato Mundial | Campeonato Mundial |
| Año                | Lugar                | Medalla            | Competición        |
| ------------------ | -------------------- | ------------------ | ------------------ |
| 2022               | Halifax (Canadá)     | Medalla de oro     | C2 500 m           |
| 2023               | Duisburgo (Alemania) | Medalla de bronce  | C2 500 m           |
| Juegos Europeos    |                      |                    |                    |
| Año                | Lugar                | Medalla            | Competición        |
| 2023               | Cracovia (Polonia)   | Medalla de plata   | C2 500 m           |